# Univerzální indikátor
Univerzální indikátor je indikátor pH používaný v analytické chemii.
Tvoří ho roztok několika sloučenin, který po přidání analyzovaného vzorku vykazuje barevné změny indikující v širokém rozsahu hodnot pH kyselost nebo zásaditost vzorku.

## Rodier
Jedním z univerzálních indikátorů je Rodier neboli Rodierův indikátor. Připravuje se z:
- 0,1 g fenolftaleinu
- 0,3 g dimethylové žluti
- 0,2 g methylové červeně
- 0,4 g bromthymolové modře
- 0,5 g thymolové modře
- Vše rozpustit v 500 ml ethanolu a přidávat NaOH, až se roztok zbarví žlutě.

## Změny barev

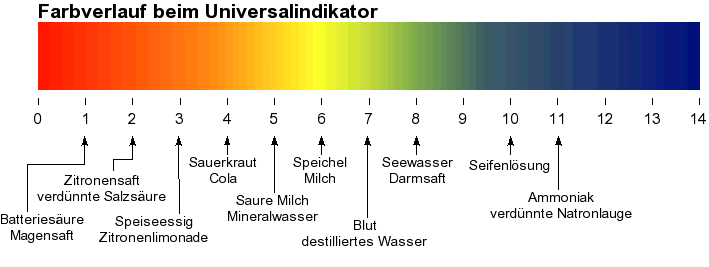
Změny barev indikátoru

| 2  | červená  |
| 4  | oranžová |
| 6  | žlutá    |
| 8  | zelená   |
| 10 | modrá    |